# Stephan af Schaumburg-Lippe
Prins Stephan til Schaumburg-Lippe (tysk: Stephan Prinz zu Schaumburg-Lippe) (Stadthagen, 21. juni 1891 - Kempfenhausen am Starnberger See, 10. februar 1965) var en tysk prins af fyrstendømmet Schaumburg-Lippe.
Han var den femte søn af fyrst Georg 2. af Schaumburg-Lippe og prinsesse Marie Anne af Sachsen-Altenburg. Han var preussisk kavalerist og legationsråd.
Den 4. juni 1921 giftede han sig i Rastede i Oldenborg med hertuginde Ingeborg af Oldenburg, der var datter af storhertug Frederik August 2. af Oldenborg og hertuginde Elisabeth af Mecklenburg-Schwerin. Eftersom bruden var en niece til den nederlandske prinsgemal Henrik af Mecklenburg-Schwerin og dronning Vilhelmine af Nederlandene, deltog den sidstnævnte i brylluppet med deres datter prinsesse Juliana af Nederlandene.
Der blev født tre børn i ægteskabet:
- Prinsesse Marie Alix af Schaumburg-Lippe (født 1923)

∞ gift 1947 med hertug Peter af Slesvig-Holsten-Sønderborg-Glücksborg (1924-1980)
- Prins Georg Moritz af Schaumburg-Lippe (1924-1970)
- dødfødt søn (født 1924, tvillingebror til foregående)